# Lega Santa (1538)
La Lega Santa del 1538 fu un'alleanza degli Stati cristiani patrocinata da papa Paolo III, col fine di contrastare l’espansionismo ottomano. Sfociò nella battaglia navale di Prevesa, dove la flotta della Lega comandata da Andrea Doria si scontrò con la flotta ottomana guidata dal capitano generale e corsaro Ariadeno Barbarossa (Khayr al-Din).

## Antefatto
Nel contesto delle guerre d'Italia, il re francese Francesco I provò a riappropriarsi di Milano. La risposta dell’imperatore Carlo V non si fece attendere, e la Francia si trovò a combattere su più fronti gli eserciti imperiali. Per fronteggiare questo accerchiamento, Francesco I cercò ed ottenne l'alleanza col sultano ottomano Solimano. L’obiettivo era quello di condurre un attacco congiunto contro gli imperiali.
Venezia, dal canto suo, cercava in quel periodo di defilarsi dai conflitti e di mantenere buoni rapporti con la Sublime Porta. La volontà veneziana di rimanere neutrale nei conflitti portò la Repubblica a rifiutare l’alleanza offerta da Solimano, e di conseguenza l’impero ottomano dichiarò guerra a Venezia. La flotta turca mise sotto assedio Corfù, possedimento veneziano nel mar Ionio. L’esercito turco guidato da Solimano in persona sbarcò in forze sull’isola, contando almeno venticinquemila soldati e trenta pezzi d’artiglieria pesante. La resistenza della Serenissima fu efficace e tenace, tanto che l’operazione offensiva turca non portò a nulla: le armate del sultano si ritirarono. Ariadeno Barbarossa invece si dedicò a scacciare Venezia da tutta una serie di isole Ionie utili al commercio, conquistando Sciro, Patmo, Ios, Egina, Stampalia e Paros. Nel contempo, gli ottomani condussero degli attacchi anche in Puglia.

## Formazione della Lega Santa
Vista la situazione, il papa Paolo III ritenne necessaria un’azione congiunta dei paesi cristiani contro Solimano. Le potenze cristiane si riunirono a Roma, dove l’8 febbraio del 1538 si stipulò un accordo tra Venezia, il Papato, e il Regno di Spagna, con l’intento di colpire militarmente la Sublime Porta. La Francia non volle partecipare alla Lega. Fu però almeno raggiunta un’intesa per una pausa nelle ostilità tra Carlo V e Francesco I.
A seguito dell’accordo stipulato, fu deciso di creare una flotta composta da duecento galee (81 veneziane, 36 pontificie, le rimanenti spagnole) e cento navi, equipaggiate con 2 594 cannoni, per un totale di truppe che si aggirava tra le 59 000 e le 70 000

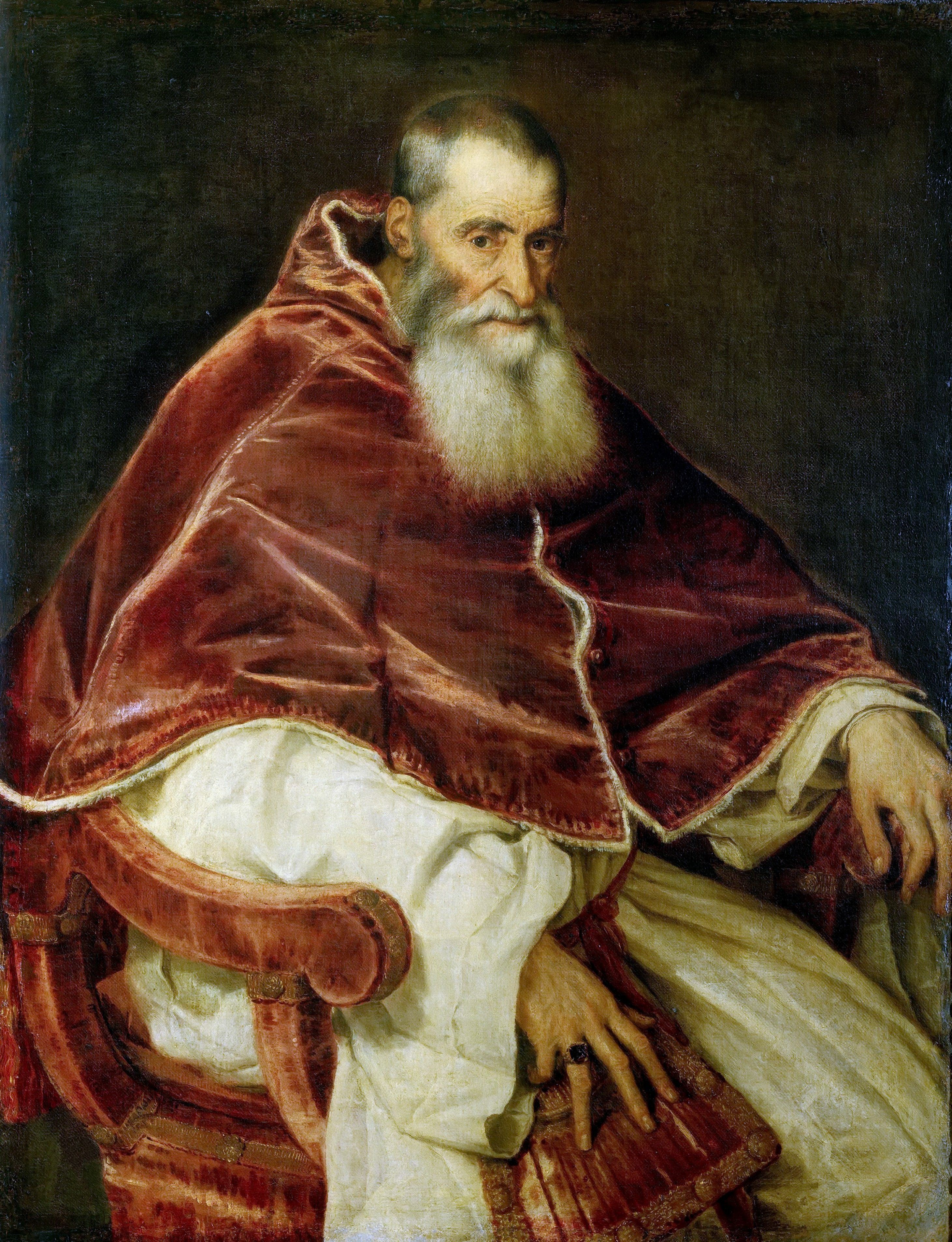
Ritratto di Paolo III, di Tiziano. Museo Nazionale di Capodimonte.

L’imperatore Carlo V affidò il comando della sua flotta al principe Andrea Doria, che venne nominato anche comandante in capo di tutta la spedizione. A capo delle forze veneziane fu scelto Vincenzo Capello (alla guida del Galeone di Venezia, l’imponente ammiraglia veneziana, fu scelto Alessandro Condalmiero). Il contingente papale fu affidato alla guida del patriarca di Aquileia Marco Grimani.
Ogni partecipante aveva obiettivi differenti. La Serenissima agiva per tutelare la sua posizione nel mar Ionio, e dunque mirava a riappropriarsi delle isole conquistate da Ariadeno Barbarossa. Carlo V voleva ottenere la distruzione della flotta ottomana mettendo fine alla minaccia rappresentata dal corsaro Barbarossa, impossessandosi anche degli ex-territori bizantini. Questi obiettivi divergenti delle potenze coinvolte facevano suscitare una leggera diffidenza tra i membri della Lega. Ciò fu subito evidente dalle modalità con le quali si voleva condurre l’attacco. La volontà di Carlo V rimaneva quella di prendersi tutto il tempo necessario per radunare e rinforzare l’armata. Venezia invece avrebbe preferito un’azione militare più veloce.

## Battaglia di Prevesa

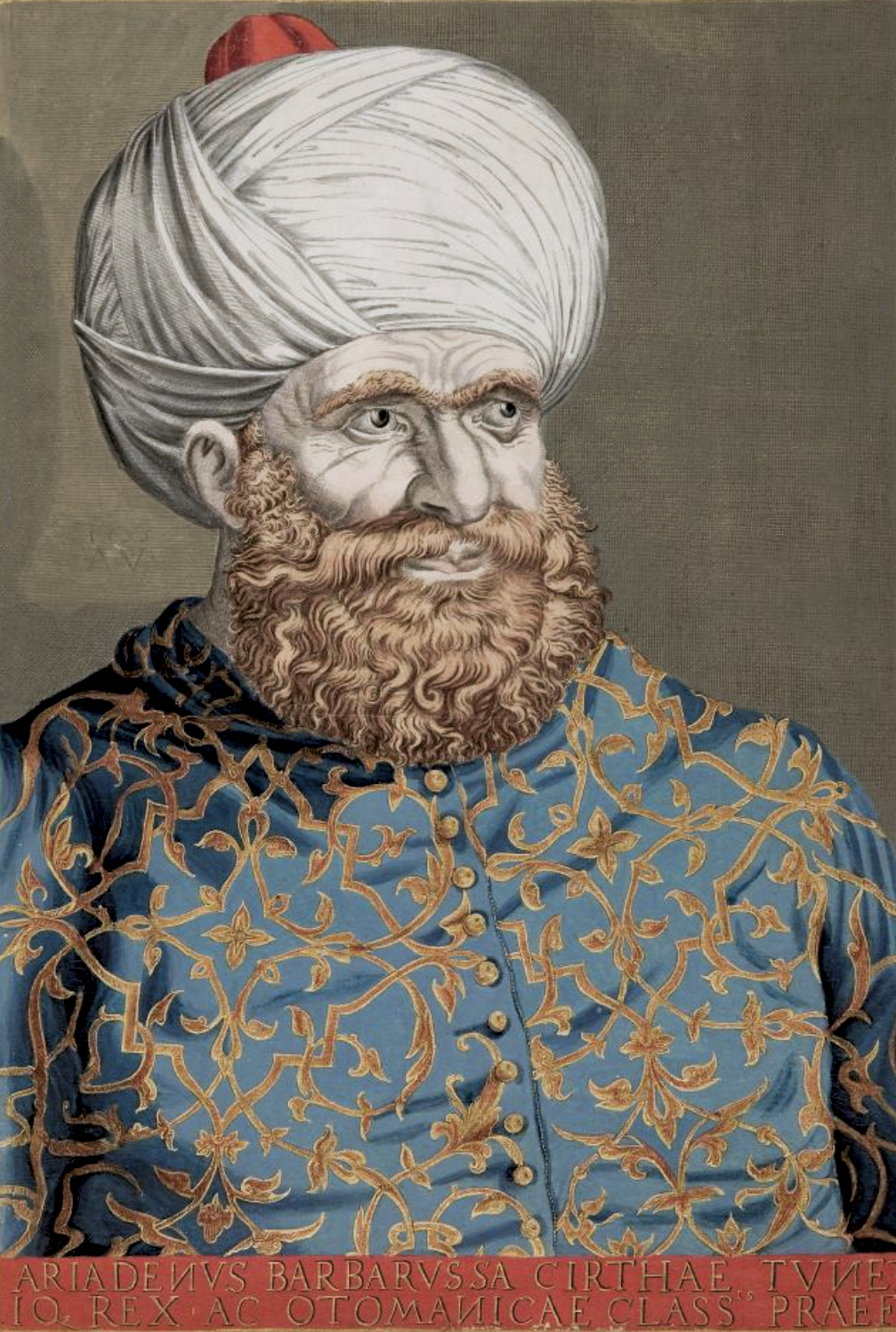
Ariadeno Barbarossa, di Agostino Veneziano.

Il quartier generale dell’alleanza cristiana fu posto a Corfù, dove le forze della lega cominciarono a radunarsi verso la fine di agosto del 1538. I contingenti veneziano e papale arrivarono per primi mentre la flotta imperiale invece si fece attendere. Grimani durante l’attesa attuò una piccola incursione nel Golfo di Arta, che non portò a nulla. Il 5 settembre Andrea Doria finalmente si unì alla spedizione.
Le due armate si incontrarono a Prevesa. La battaglia però non risultò essere decisiva. Sebbene ci furono dei combattimenti, in particolare tra i veneziani ed i turchi, le due flotte non si attaccarono apertamente. Le forze ottomane erano in inferiorità numerica, risulta dunque comprensibile il comportamento di Ariadeno Barbarossa, che preferì evitare la battaglia. Senza ordini diretti di Solimano, il corsaro non si sarebbe mai azzardato ad ingaggiare un combattimento così vicino al cuore dell’impero, e per di più in posizione di svantaggio.  Il comportamento invece di Andrea Doria è di difficile comprensione; secondo Paolo Lingua, Doria mostrava le sue grandi capacità da comandante solo nelle campagne militari promosse da Carlo V, e la Lega Santa non rientrava tra queste. Il suo atteggiamento attendista mostrato a Prevesa, derivava dalla volontà di essere certi della vittoria già prima del combattimento.

## Conseguenze
A seguito del fallimento della spedizione, Venezia si trovò in una situazione scomoda. Le mire espansionistiche ottomane non erano state fermate, e in Europa lo scontro tra gli imperiali ed i francesi era stato solo temporaneamente messo da parte. Di conseguenza, la Serenissima raggiunse un accordo di pace col sultano nell’ottobre del 1540. Venezia si trovò a dover pagare un conto salato (con la cessione delle ultime fortezze greche nel Peloponneso di Nauplia e Malvasia) per ottenere favorevoli condizioni per il commercio. Il trattato raggiunto col turco scatenò le reazioni indignate del Papa e degli spagnoli.
Andrea Doria, comandante in capo della flotta, subì anche lui il contraccolpo dell’insuccesso, che minò seriamente la sua reputazione.
Per gli ottomani la battaglia di Prevesa fu un successo. Ariadeno Barbarossa riuscì ad evitare il confronto con una flotta cristiana numericamente maggiore, cosa che gli guadagnò ulteriori ricchezze da parte del sultano Solimano.